# シニョリーア広場

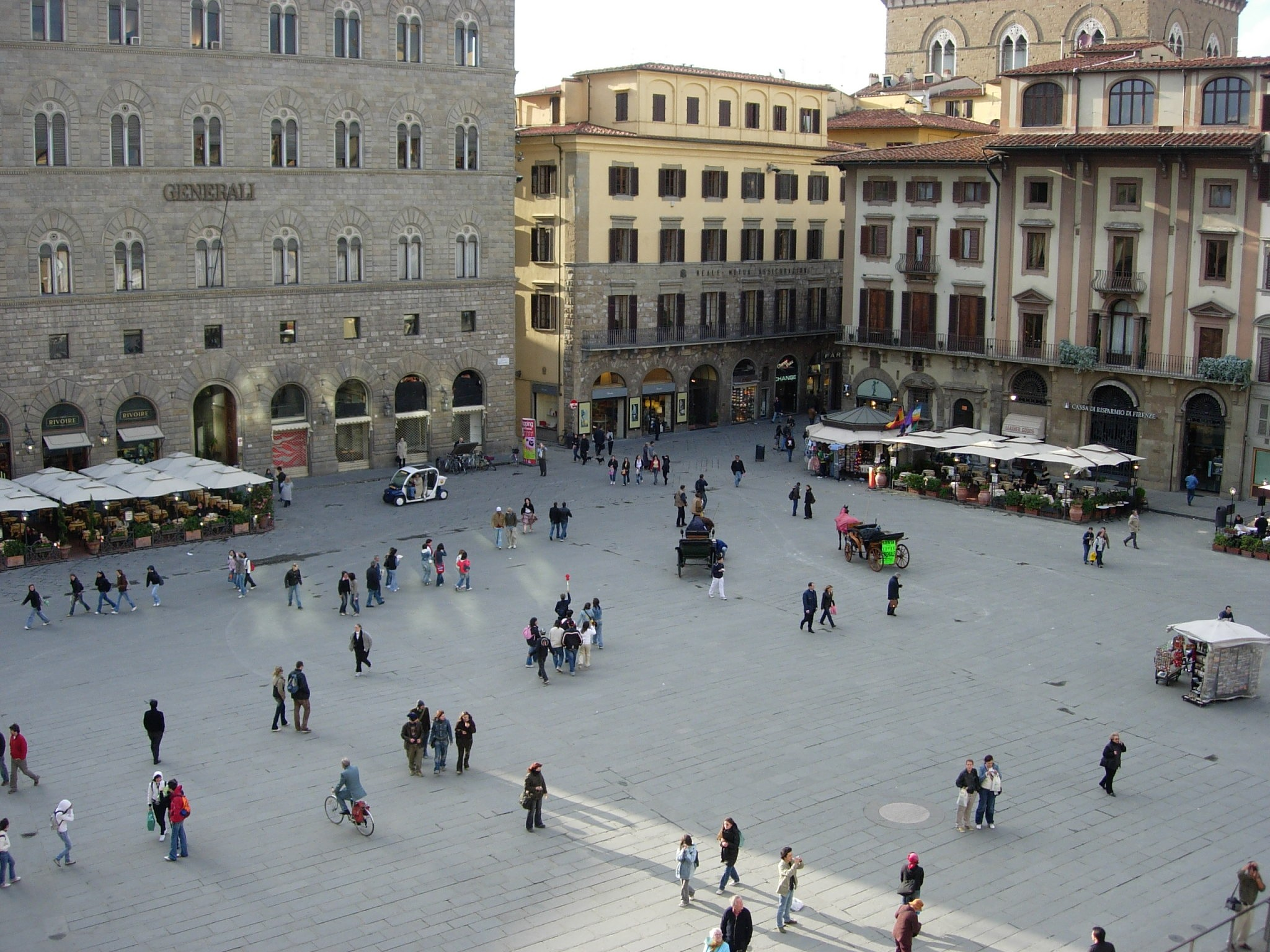
シニョリーア広場

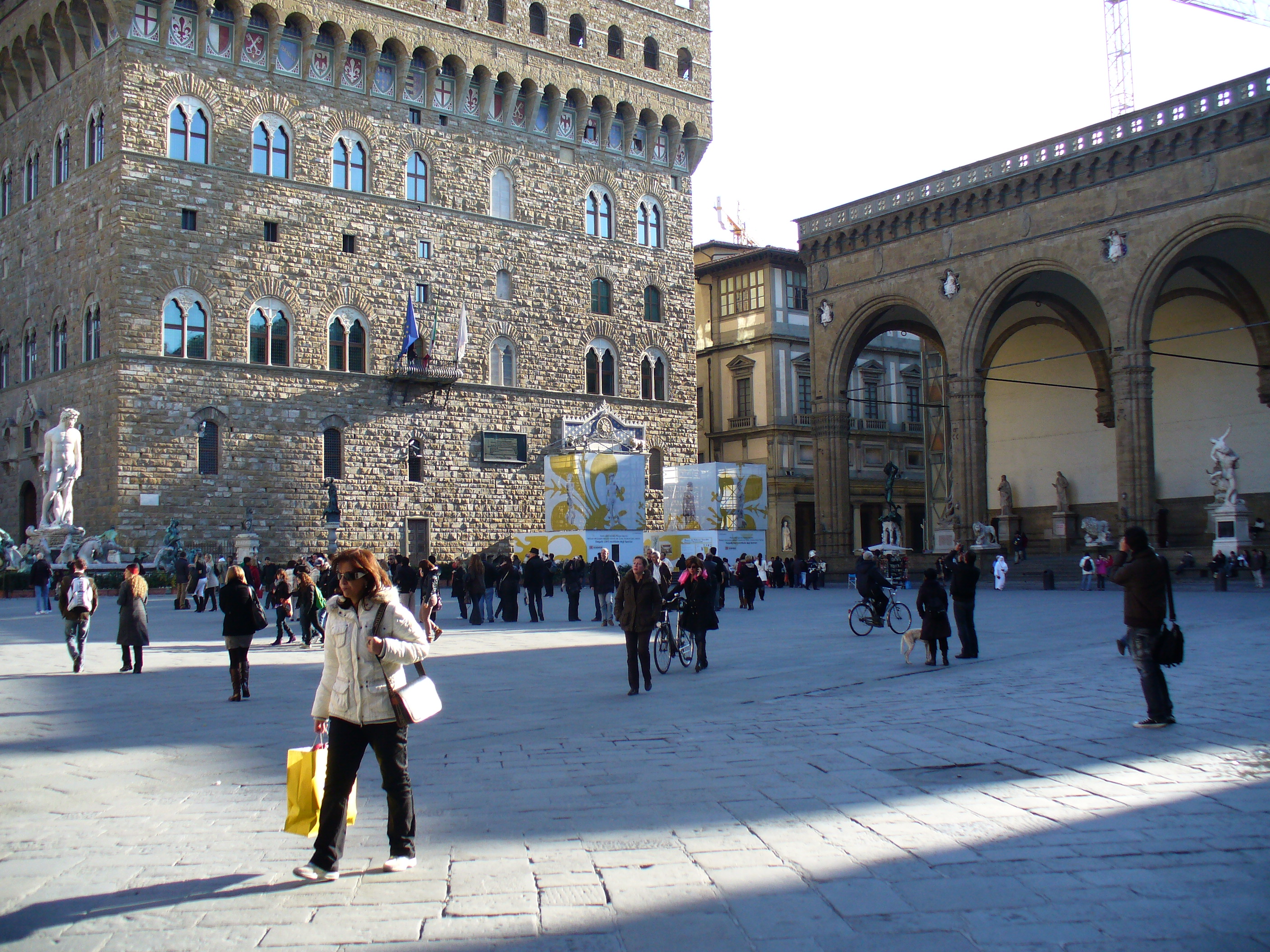
シニョリーア広場とヴェッキオ宮殿

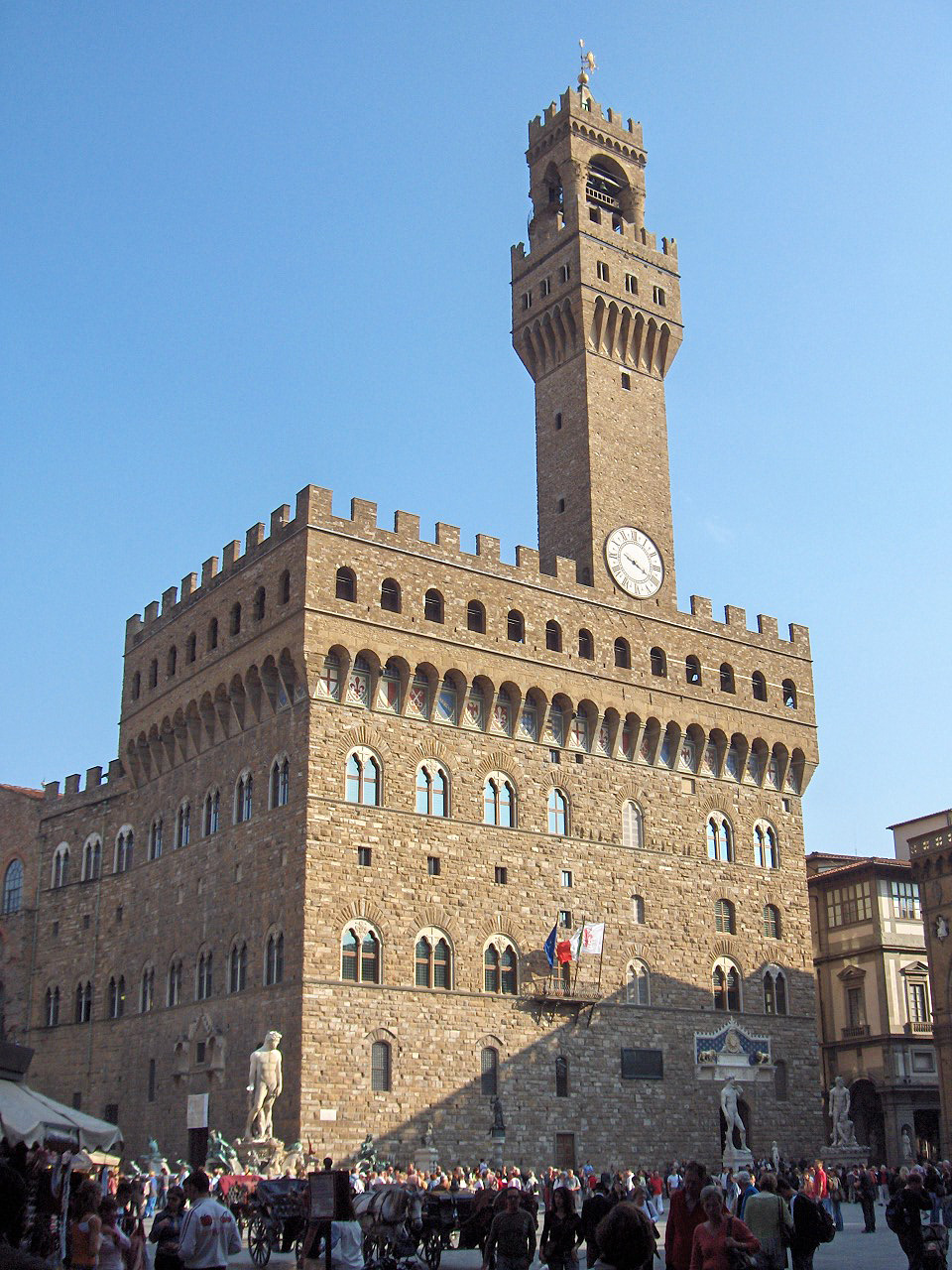
ヴェッキオ宮殿

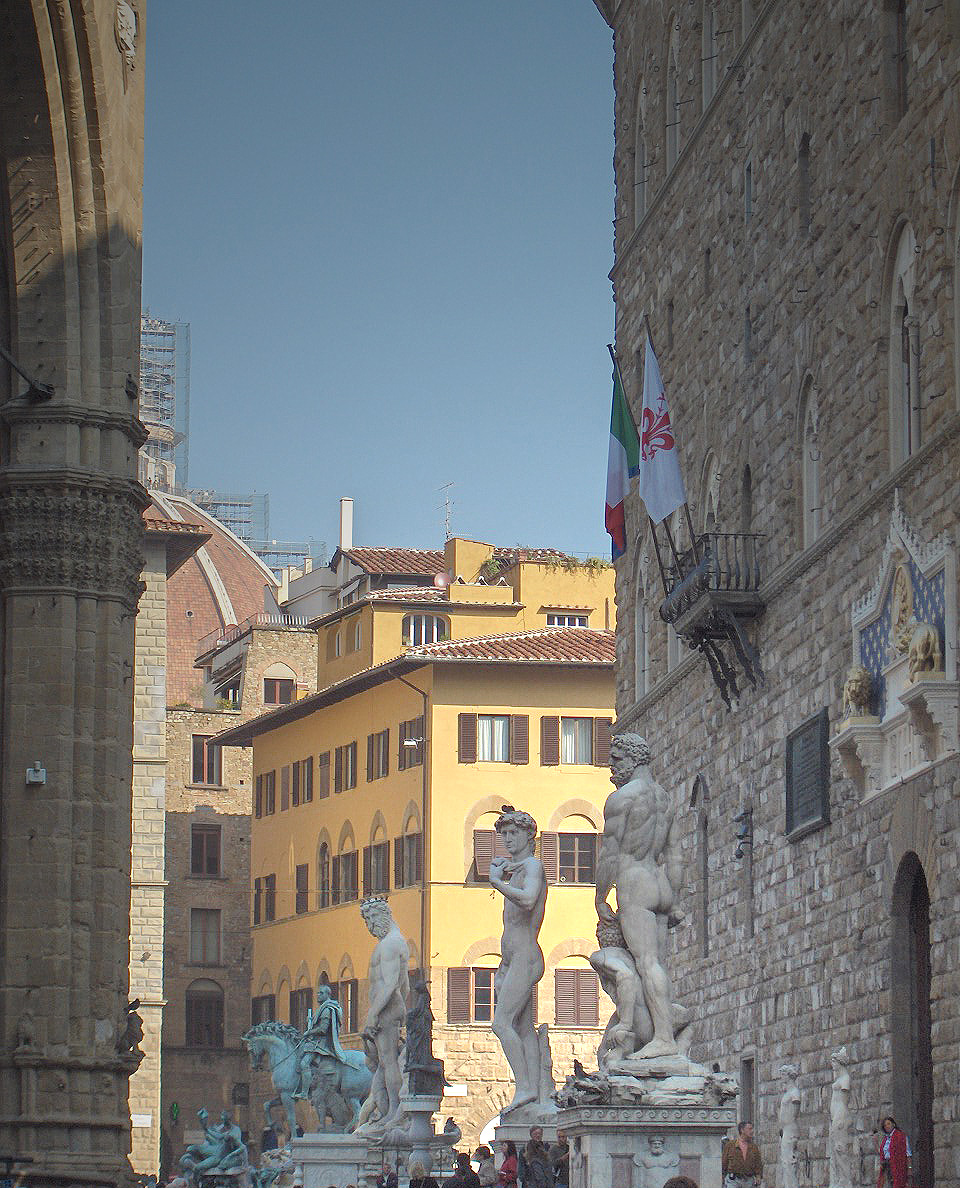
ヴェッキオ宮殿前の彫像

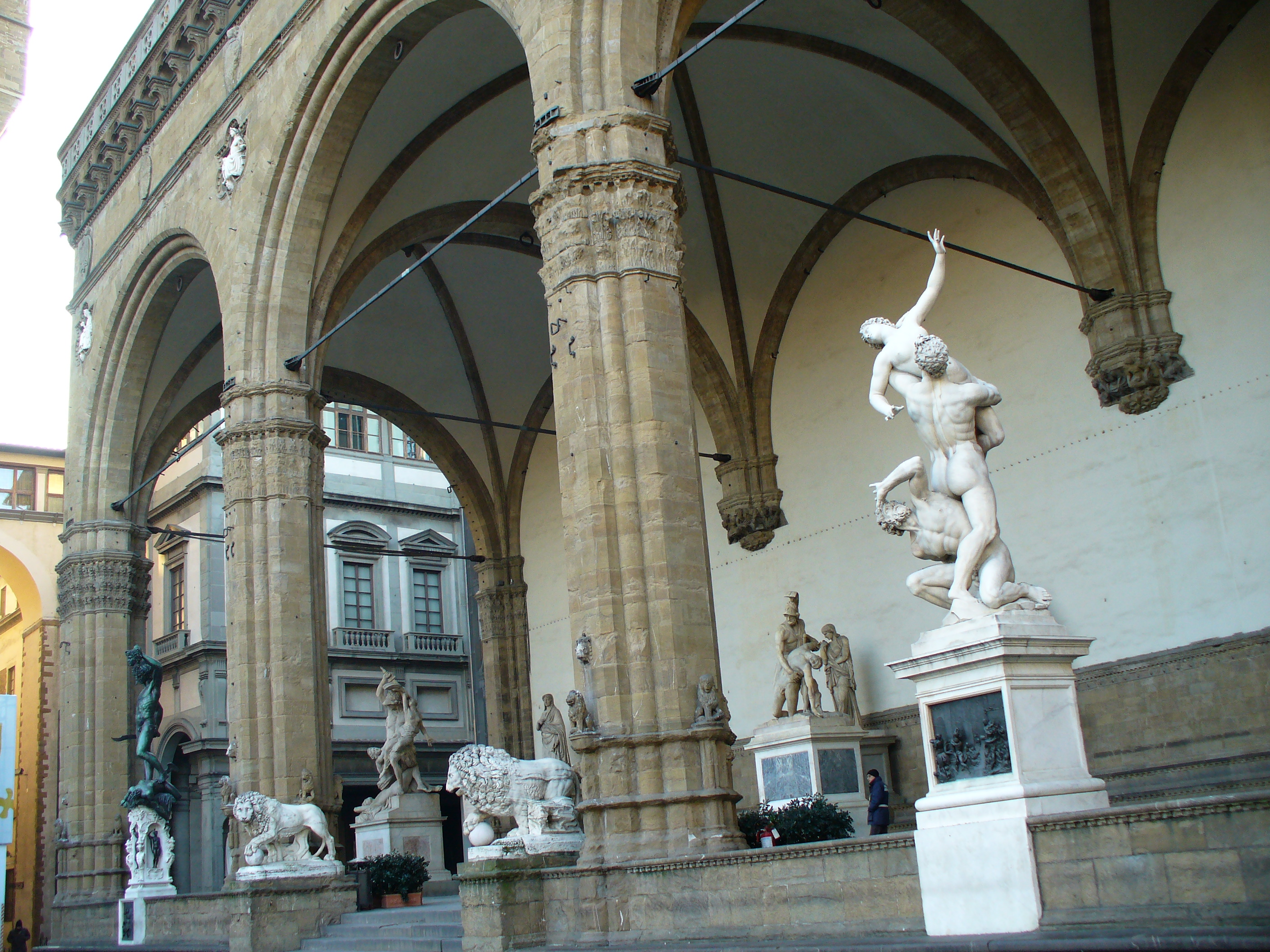
ロッジア・ディ・ランツィ

コジモ1世の像が中央に見える。

シニョリーア広場（Piazza della Signoria）は、イタリアのフィレンツェにあるヴェッキオ宮殿前のL字形の広場。
フィレンツェ共和国の歴史の焦点であり、原点でもあり、今も市の政治的中心地としてその名誉を維持している。周辺にヴェッキオ橋、ドゥオモ広場、ウフィツィ美術館へ向かう道などがあり、観光客も多く、地元民の待ち合わせ場所にもなっている。

## 歴史
ローマ都市だったころのフォルムであり、かつては周囲にローマ劇場、公衆浴場、市場などがあった。5世紀ごろには教会が建てられた。これらは1980年代に舗装し直す際に行った発掘調査で判明している。さらに、新石器時代の遺物も見つかっている。1268年、勝利したゲルフ側が負けたギベリン側の家を取り壊したため、現在のようなL字形になった。この広場は長い間穴だらけでひどい状態だったが、1385年に初めて舗装された。1497年、ジロラモ・サヴォナローラが「虚栄の焼却」と称して本や贅沢品を燃やしたのもこの広場だった。ネプチューンの噴水の前に、1498年5月23日にジロラモ・サヴォナローラが処刑された場所を示す銘板がある。

## 建築物
銃眼の凹凸のある塔で印象的な14世紀のヴェッキオ宮殿が特に目立っている。広場の周囲には他にロッジア・ディ・ランツィ、ウフィツィ美術館、商業裁判所（1359年、現在は農業局の建物）、ウグッチョーニ宮（16世紀、ファサードの設計はラファエロと言われている）などがある。ヴェッキオ宮殿の正面には Palace of the Assicurazioni Generali（1871年、ルネサンス様式）もある。

### ヴェッキオ宮殿
ヴェッキオ宮殿は市役所である。要塞を思わせる凹凸のある大きなロマネスク様式の宮殿で、トスカーナ州でも最も印象的な市役所となっている。シニョリーア広場に面していて、正面脇にはミケランジェロのダビデ像のレプリカがあり、隣のロッジア・ディ・ランツィには複数の彫像が展示されている。
元々はフィレンツェ共和国の支配体制をシニョリーアと呼んだため、シニョリーア宮殿 (Palazzo della Signoria) と呼ばれ、その後の長い歴史の中で、用途の変遷とともにポポロ宮殿 (Palazzo del Popolo)、プリオーリ宮殿 (Palazzo dei Priori)、デュカーレ宮殿 (Palazzo Ducale) などとも呼ばれた。メディチ家がアルノ川対岸側にあるピッティ宮殿に居所を移した後、現在の名で呼ばれるようになった。

### ロッジア・ディ・ランツィ
ロッジア・ディ・ランツィ（ランツィの回廊）は通りに面して柱間の広いアーチが3つ並んでいる。アーチはコリント式柱頭のある束ね付柱で支えられている。この幅の広いアーチはフィレンツェ人にとって魅力的だったようで、ミケランジェロはシニョリーア広場全体をこのアーチで取り囲むことを提案したほど気に入っていたという。回廊の陽気な雰囲気は、重々しいヴェッキオ宮殿と好対照をなしている。屋根はあるが事実上、野外彫像展示場になっている。

### Tribunale della Mercanzia
Tribunale della Mercanzia（商業裁判所）はかつて商人同士の訴訟を扱う裁判所だった。かつては、タッデオ・ガッディ、アントニオ・デル・ポッライオーロ、サンドロ・ボッティチェッリの絵が玄関を装飾していたが、現在はウフィツィ美術館に収蔵されている。

### ウグッチョーニ宮
Palazzo Uguccioni（ウグッチョーニ宮）はジョヴァンニ・ウグッチョーニが1550年に建設した建物で、ラファエロかミケランジェロが設計したと言われている。

### Palazzo delle Assicurazioni Generali
Palazzo delle Assicurazioni Generali（総合保険宮）は1871年に建設された新ルネサンス様式の建物で、市街中心地の商業ビルである。1階には歴史のあるカフェがある。

### その他
広場の周囲には他に palazzo dei Buonaguisi と palazzo dell'Arte dei Mercatanti がある。

## 彫像
シニョリーア広場には次のような彫像がある。
- ヴェッキオ宮殿の入口には、ダビデ像のレプリカがある[4]。ミケランジェロの制作したオリジナルはアカデミア美術館にある[5]。
- コジモ1世の乗馬像（ブロンズ）。ジャンボローニャ作（1594年）
- ネプチューンの噴水（大理石とブロンズ）。バルトロメオ・アンマナーティ作（1575年）[6]
- 獅子像 (Marzocco)。ドナテッロ作（レプリカ）
- ユディットとホロフェルネス (en)。ドナテッロ作（レプリカ）[4]
- ヘラクレスとカークス (en)。バッチョ・バンディネッリ作（1533年）[4]
- サビニの女たちの略奪。ジャンボローニャ作
- メデューサの頭を掲げるペルセウス。ベンヴェヌート・チェッリーニ作（1554年）

## ギャラリー

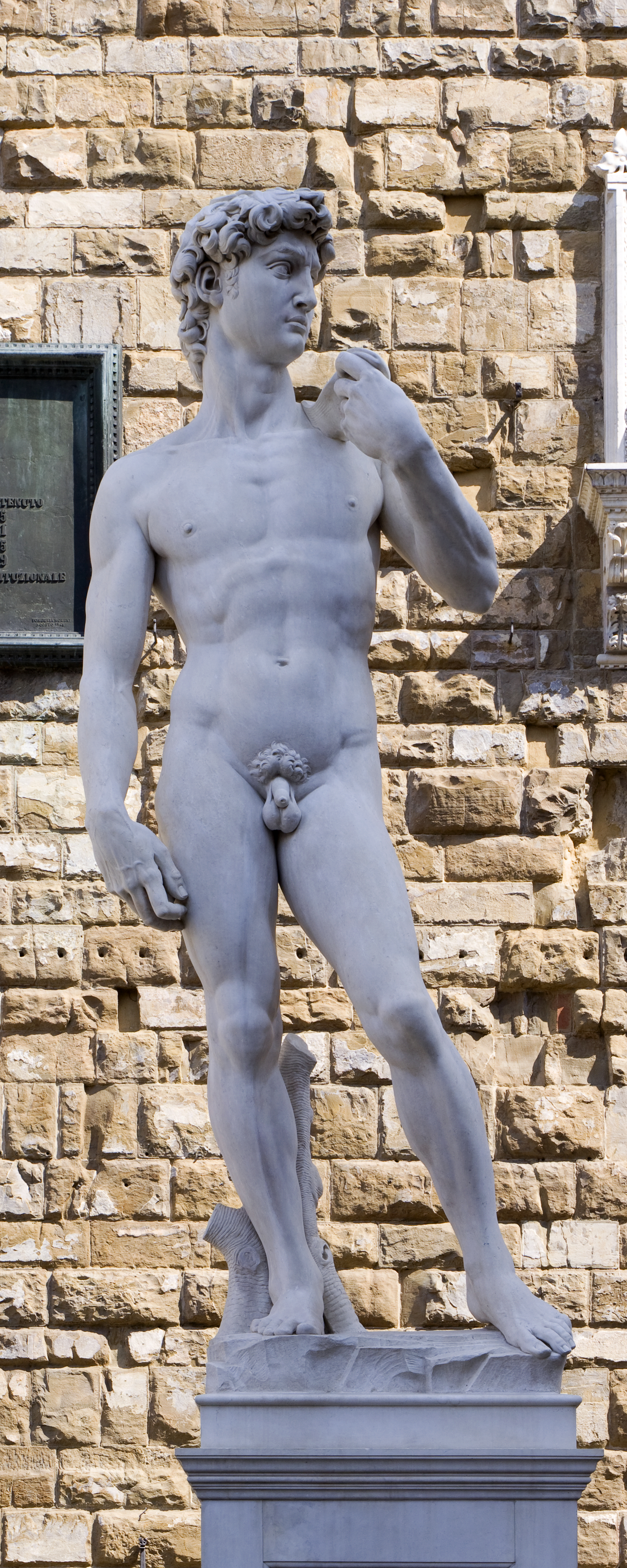
ミケランジェロのダビデ像
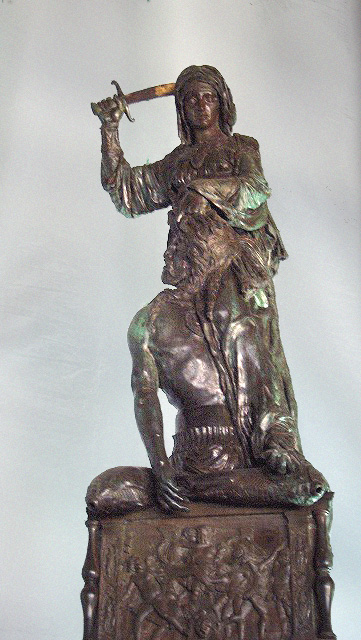
ドナテッロの「ユディットとホロフェルネス」像
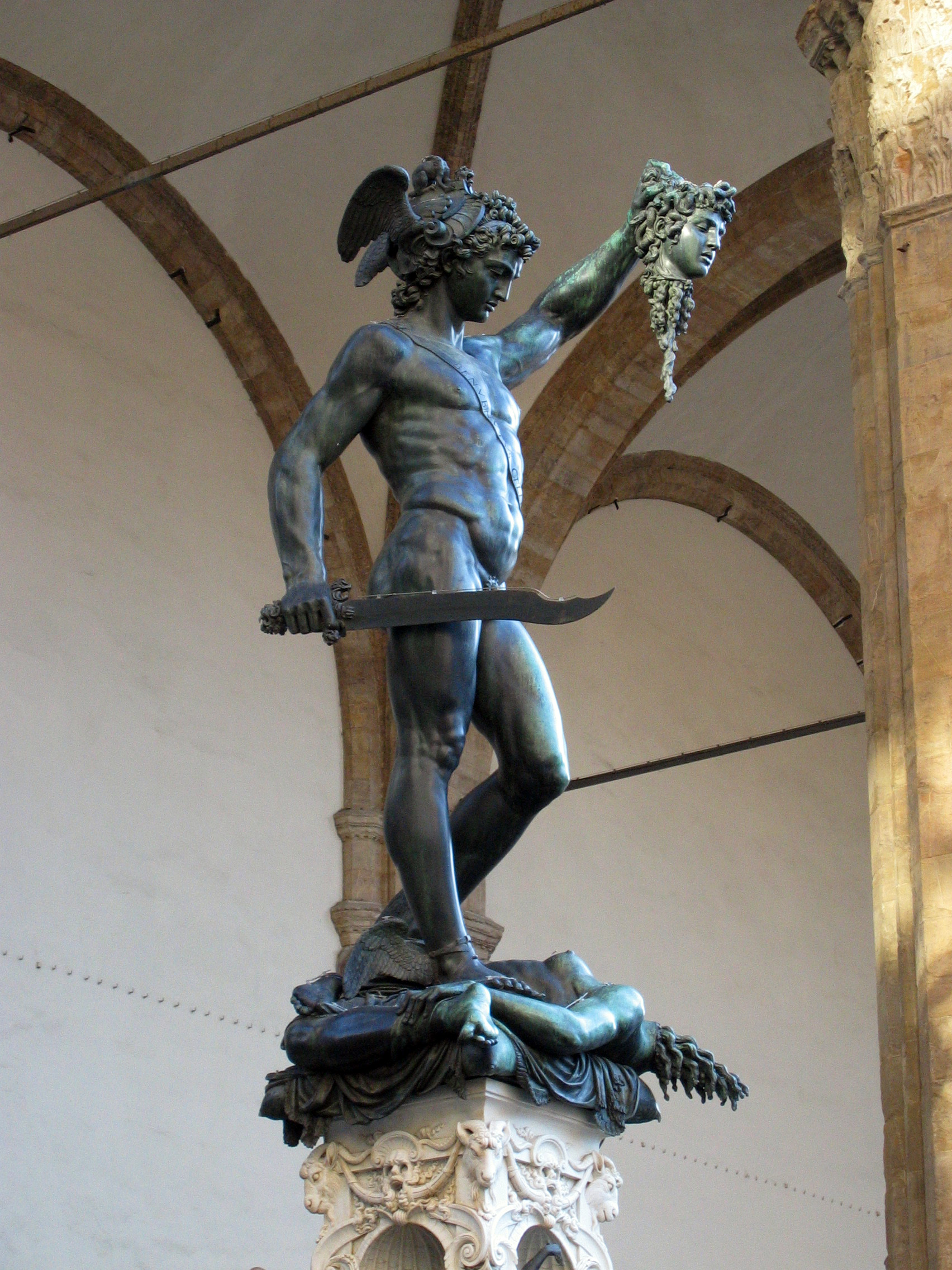
ベンヴェヌート・チェッリーニの「メデューサの頭を掲げるペルセウス」像
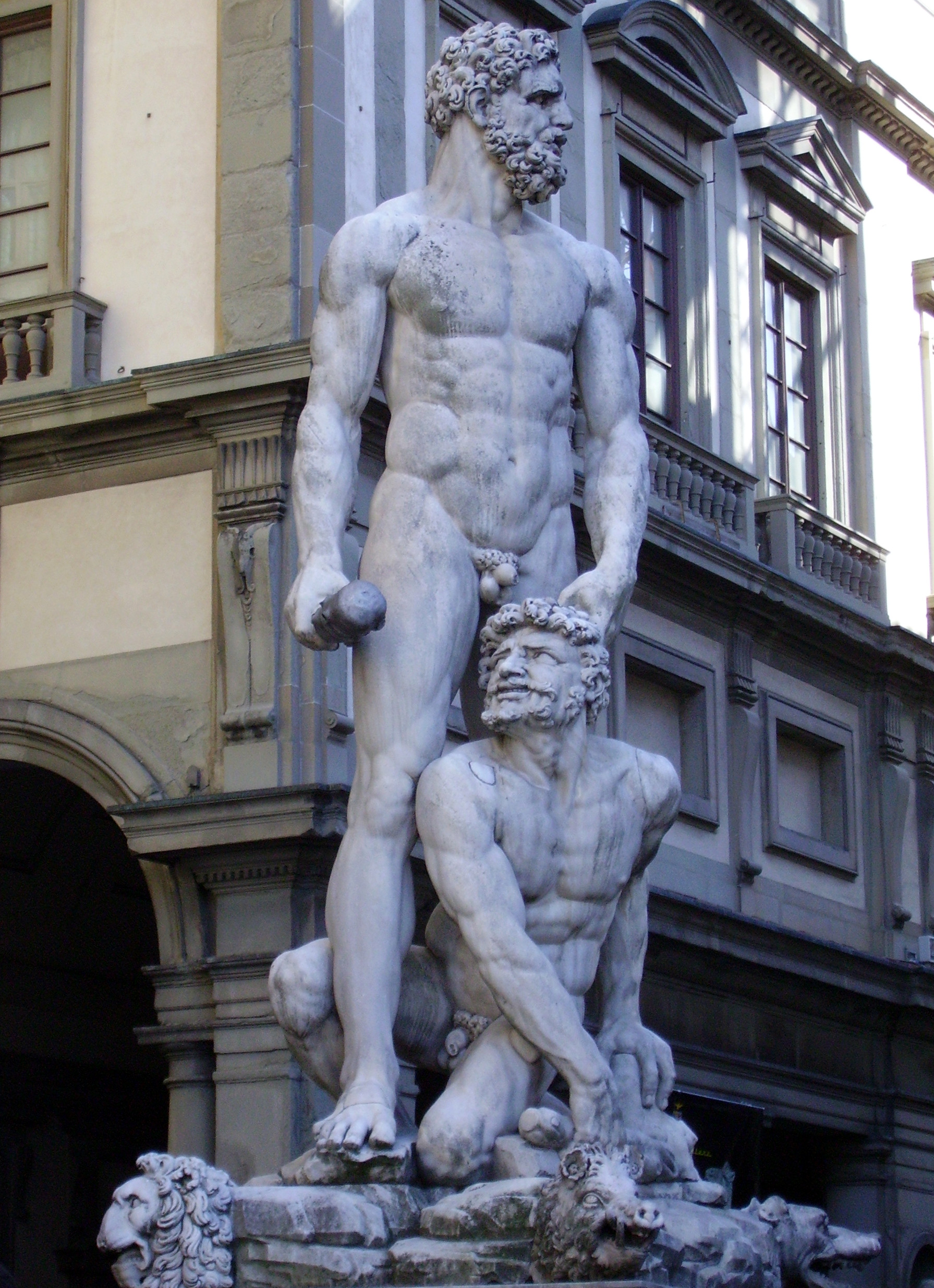
ヘラクレスとカークス像
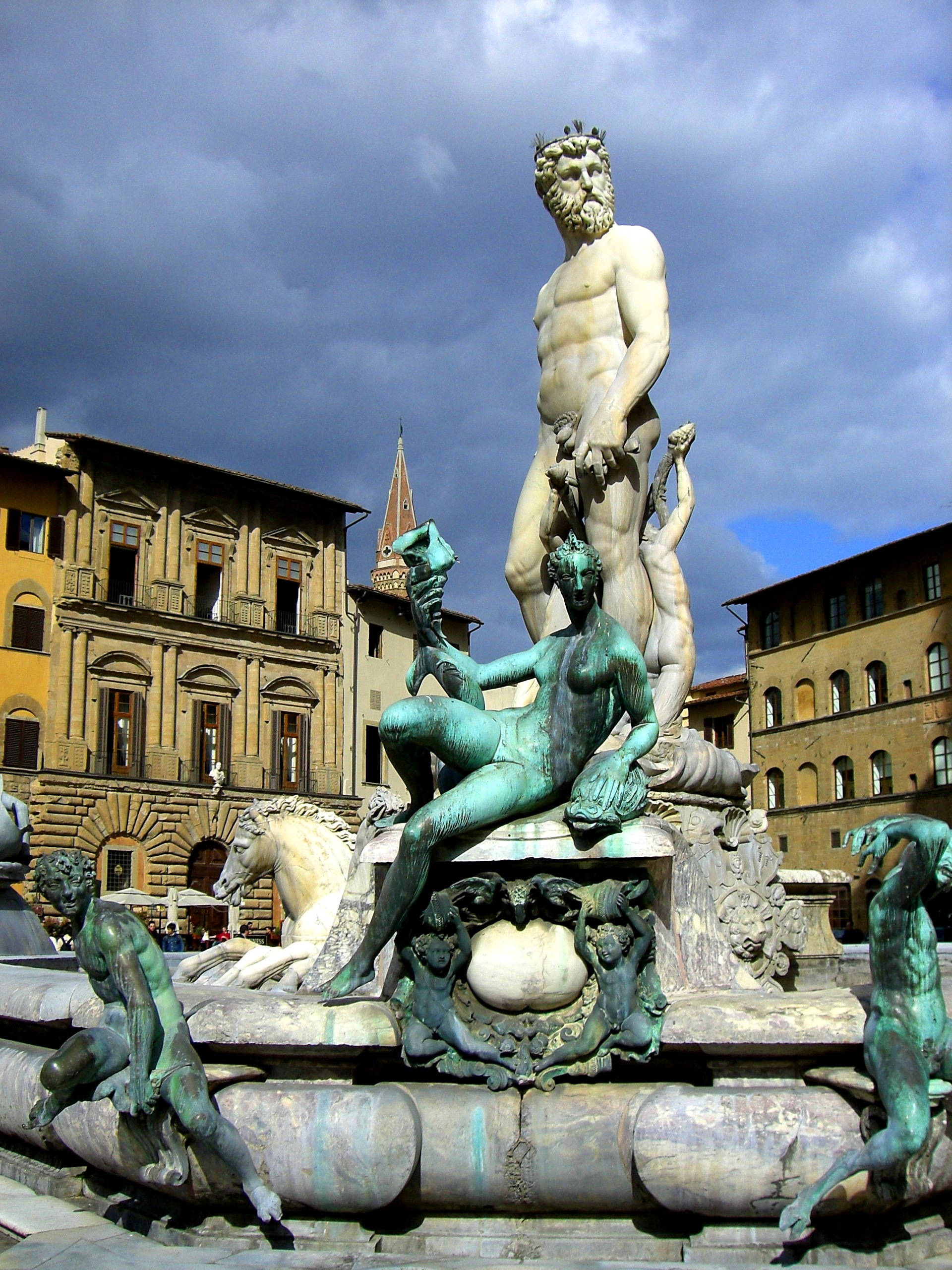
ネプチューンの噴水
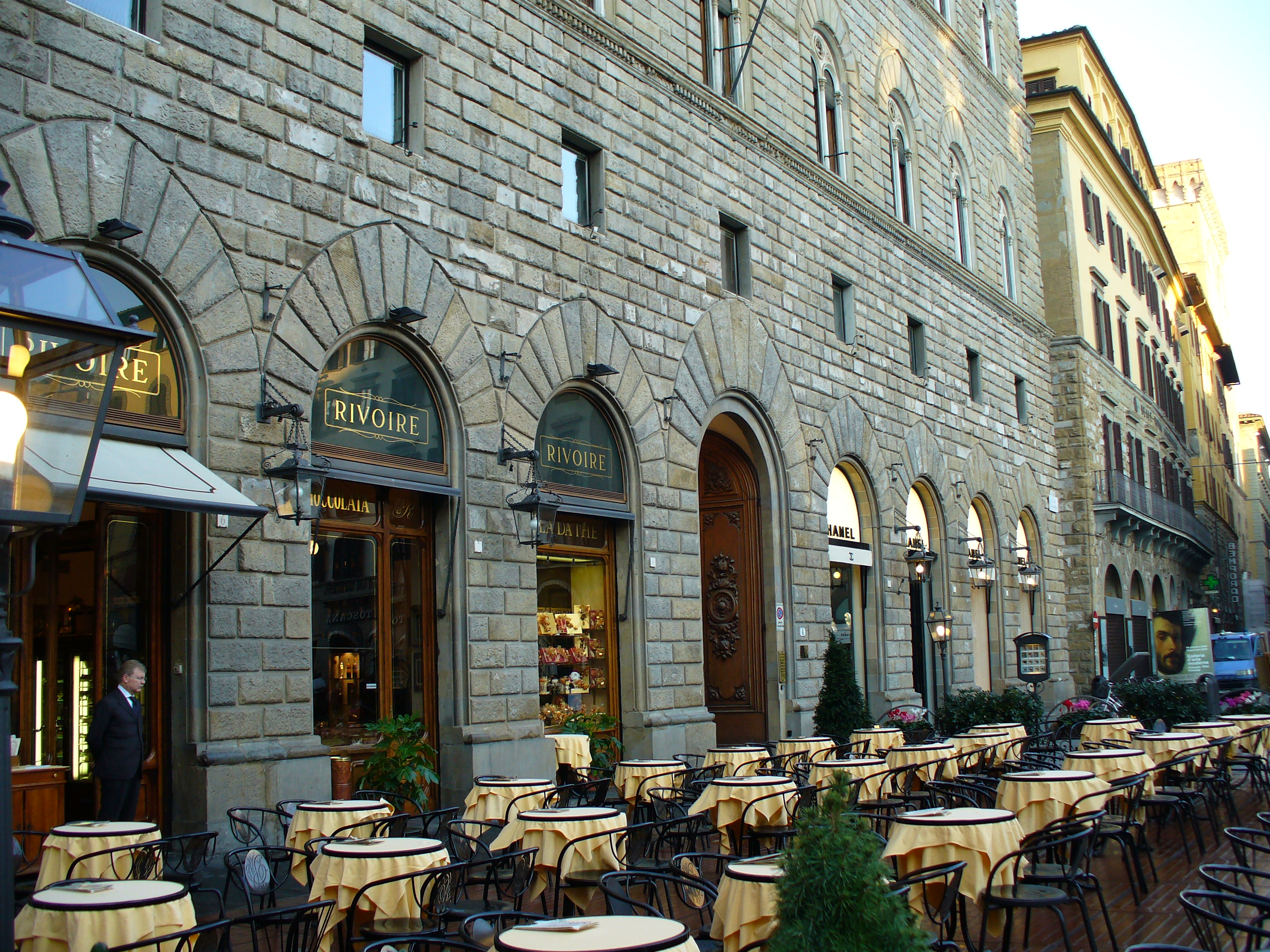
Palazzo delle Assicurazioni Generali 1階にあるカフェ
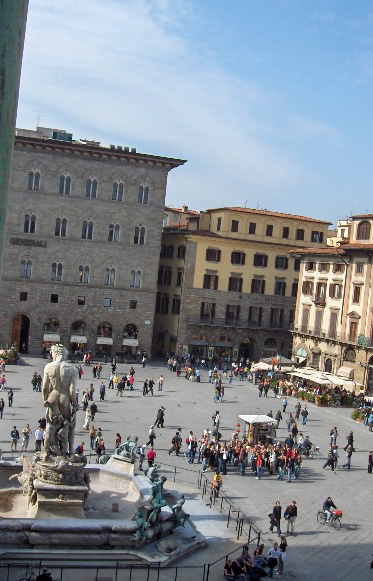
広場
- 周囲を見回した動画